# 切爾卡瑟州
切爾卡瑟州（羅馬化：Cherkaska oblast）是烏克蘭中部的一個州。第聶伯河流經，把全州分為東（平原）西（丘陵）不均等的兩半。首府切爾卡瑟。面積20,900平方公里，人口数量为1,178,266人（2021年估计）。

## 行政区划
2020年7月18日乌克兰行政区划改革后，切尔卡瑟州划分为4个区，每个区再划分为若干市镇。四个区为：
- 切爾卡瑟區
- 烏曼區
- 佐洛托諾沙區
- 茲韋尼霍羅德卡區

2020年7月前，切尔卡瑟州划分为26个区和6个州辖市。